# 托爾別耶沃區

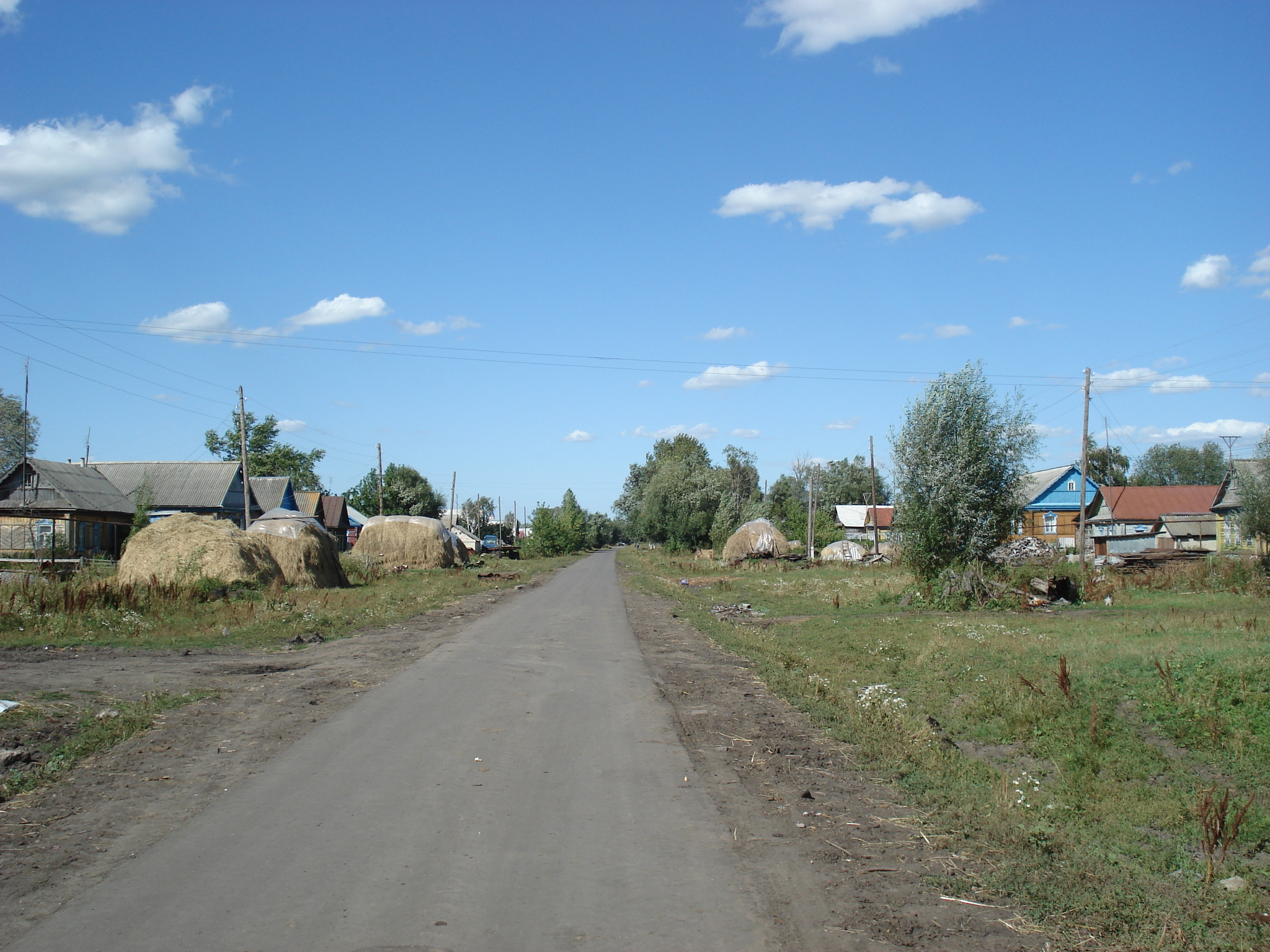

54°04′N 43°14′E / 54.067°N 43.233°E
托爾別耶沃區（俄语：Торбеевский район），是俄羅斯的一個區，位於該國西部，由莫爾多維亞共和國負責管轄，面積1,128.92平方公里，2010年人口21,479，人口密度每平方公里19.03人。